# Szlak rowerowy 100 zamków
Rowerowy szlak 100 zamków (niem. 100-Schlösser-Route) – szlak rowerowy prowadzący ścieżkami i drogami wiejskimi pomiędzy zamkami i dworami regionu Münsterland, w kraju związkowym Nadrenia Północna-Westfalia.

## Przebieg szlaku

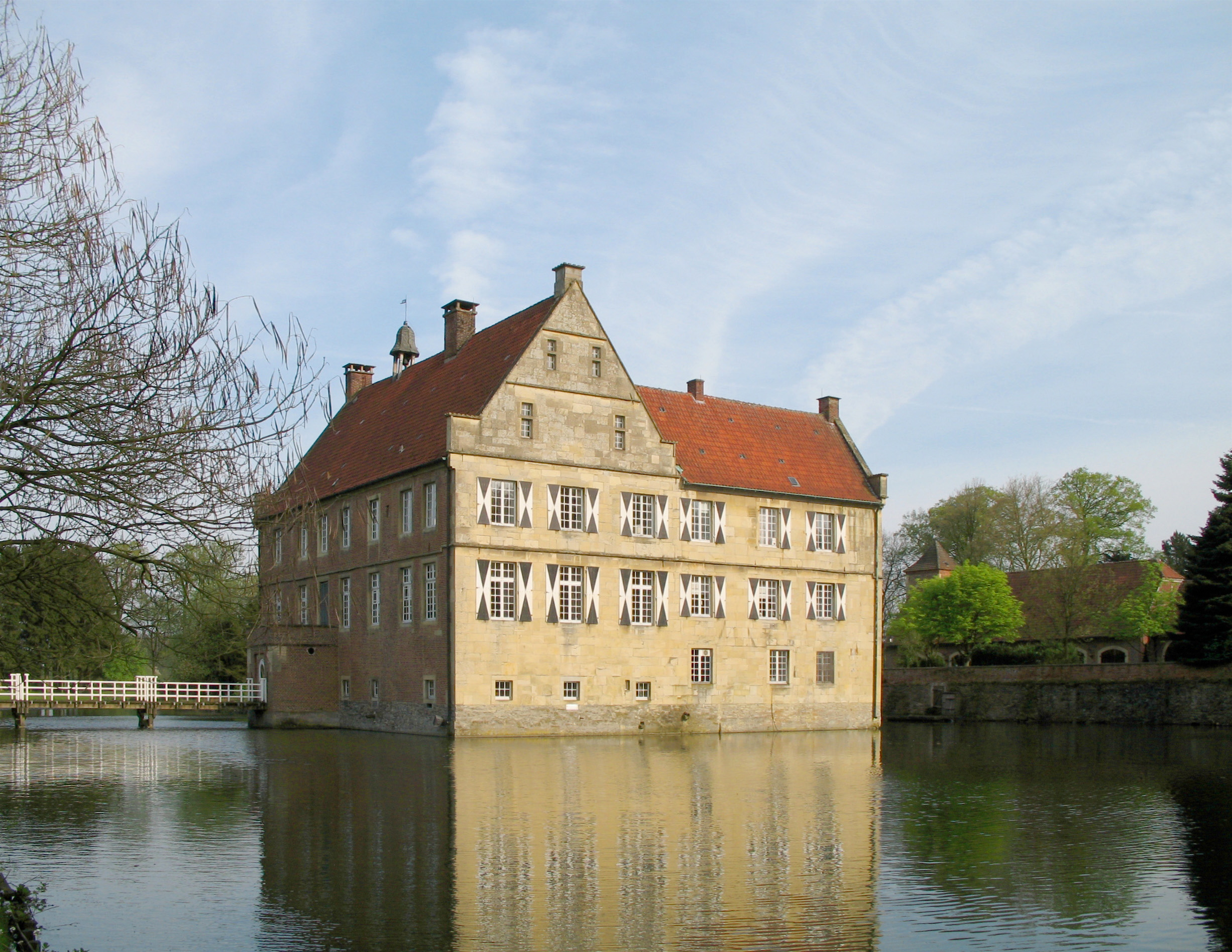
Zamek Hülshoff

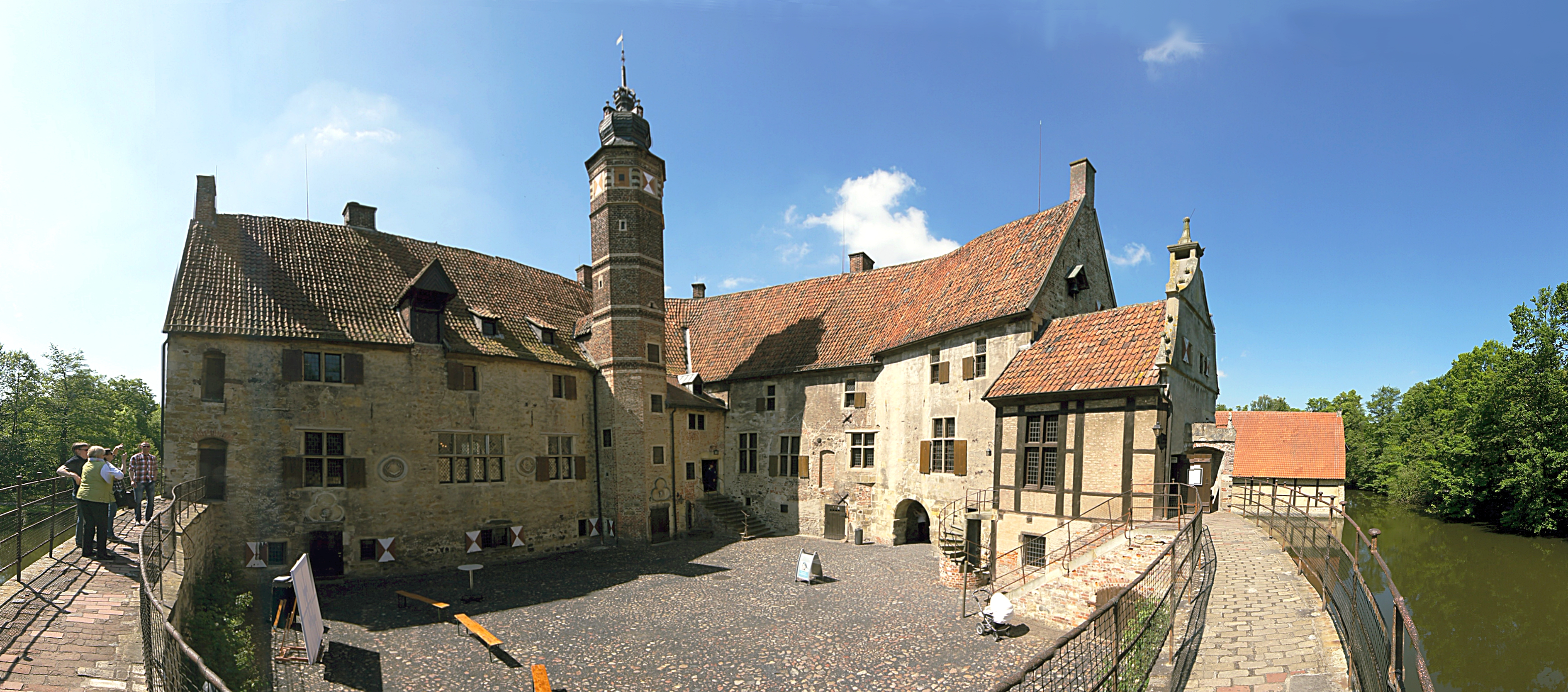
Zamek Vischering

Trasa rowerowa 100 zamków przebiega przez malowniczy region, znany z licznych zamków, pałaców i dworów szlacheckich. Łączna długość szlaku wynosi 1079 km, a przewyższenie na całej trasie to zaledwie 1,5% (wzniesienia i spadki po około 1644 m). Trasa charakteryzuje się dobrą jakością nawierzchni - 34% stanowią drogi asfaltowe, a 14% drogi nieutwardzone. Jedynie 6% trasy biegnie wzdłuż dróg z ruchem samochodowym.
Szlak podzielony jest na cztery główne pętle:
- Pętla północna (niem. Nordkurs) - długość około 305 km
- Pętla południowa (niem. Südkurs) - długość około 210 km
- Pętla zachodnia (niem. Westkurs) - długość około 310 km
- Pętla wschodnia (niem. Ostkurs) - długość około 250 km

Wszystkie pętle zaczynają się i kończą w mieście Münster.
Wybrane zamki leżące na szlaku:
- pałac książąt-biskupów w Münster;
- zamek Bentheim;
- zamek Hülshoff;
- zamek Bentheim;
- zamek Vischering;
- pałac Nordkirchen;
- zamek Anholt.